# 青春をつっ走れ
『青春をつっ走れ』（せいしゅんをつっぱしれ）は、1972年に松竹が製作、フジテレビ系列で放送されていた学園ドラマ。

## 概要
北海道大雪山の麓で育った木村大次郎は、父親信之の転勤のため小田原にある伯父母の紅葉亭に引っ越す。そこから転校した渚高校に通うが、父親が通っていた頃の自由な校風は消え、根岸教頭主導のガリ勉進学一辺倒に変わっていた。大次郎がそこで惹き起こす波乱を描く。
本作のタイトルは、企画段階では『ぶつかれ青春』 → 『ぶつけろ青春』と変わったが、再度改められ『青春をつっ走れ』に落ち着いた。また一時は、主演の森田健作が直前まで出演していた（1972年2月13日まで、日本テレビ系『おれは男だ!』）毎週日曜日20時台で放送し、『おれは男だ!』の後継作である『飛び出せ!青春』に裏番組としてぶつけるという話もあったという。
ホームドラマチャンネル等で再放送はあったものの、長年にわたりソフト化されていなかったが、2022年4月27日にDVDが発売された。

## 放送データ
- 放送期間：1972年4月3日 - 1972年7月31日
- 放送日時：毎週月曜日 20：00～20：55
- 放送回数：全18話
- 放送形態：カラーフィルム作品

## 主題歌
- 『若い涙はみな熱い』 歌：森田健作　作詞：阿久悠　作曲：鈴木邦彦 （RCAレコード・JRT-1226）

## スタッフ
- 脚本：サブタイトル参照。
- 監督：サブタイトル参照。

## キャスト
- 森田健作（木村大次郎）
- 紀比呂子（浅野道子）
- 森川信・第4話まで→江戸家猫八・第8話から（石山粂吉）
- 山田桂子（石山きよ）
- 小田まり（サチ子）
- 菅原謙次（木村信之）
- 金田龍之介（浅野孝雄）
- 松本留美・第4話まで→高林由紀子・第13話から（三橋礼子）
- 財津一郎（根岸睦雄）
- 砂川啓介（野呂太市）
- 浅茅しのぶ（宮沢典子）
- 笠智衆（児玉俊道）
- 森次浩司（児玉竜一）
- 郷ひろみ（古川進）
- 熱田洋子・第5話まで→沢久美子・第9話から（古川いづみ）
- 小林文彦（広岡豊）
- 鍋谷孝喜（山本忠）
- 高田直久（池田幸一）
- 川代家継（徳田次男）
- 沢田勝美（土屋良彦）
- 日吉としやす（北川良一）
- 大和撫子（有崎タマ子）
- 林由里（村上あや）
- 大谷照代（高松由利）
- 仲雅美（清水悦夫）
- 三崎玲資（東南高校バレーボール部キャプテン・寺本）
- 斎藤信也(秋夫)

以下ゲスト
- 近松麗江(池田芳江-第2話)
- 木村夏江（曽我まゆみ・第4話）
- フォーリーブス（本人・第5話）
- 河西昌枝（本人・第6話）
- 太宰久雄（山本万太郎・第6話）
- 三崎千恵子（山本敏子・第6話）
- 三ツ木清隆（田所茂・第7話）
- 京春上（本間和子・第7話）
- 松坂慶子（北見令子・第8話）
- 加藤和夫（北見松五郎・第8話）
- 加藤武（古川健造・第9話）
- 雪代敬子（古川和代・第9話）
- 泉アキ（橋本キミ子・第9話）
- 佐良直美（犬の女性・第9話）
- 沖田駿一 (城南高校不良リーダー平川・第9話)
- 山内賢（沼田信介・第11話）
- 根岸一正 (井上健・第11話)
- 赤塚真人 (ジロー・第11話)
- 沖雅也（片桐昌平・第12話）
- 玉川良一（横田・第12話）
- 都はるみ（豆奴・第13話）
- 佐々木剛（野村信二・第14話）
- 菊容子（野村早苗・第14話）
- 野村真樹（牧・第14話）
- 宗近晴見 (高木・第14話)
- 三井恒 (鈴木・第14話)
- 杉山俊夫 (倉持先生・第15話)
- 河野秋武（北川政治・第15話）
- 桜むつ子（その妻・第15話）
- 水前寺清子（水町清子・第16話）
- 戸浦六宏（広岡文左衛門・第16話）
- 山本紀彦（米沢達彦・第16話）
- 西山恵子（片山ひろみ・第16話）
- 由紀さおり（早川まゆみ・第17話）
- 夏夕介（早川孝・第17話）
- 有馬昌彦 (村上あやの父親・第17話)

## サブタイトル
| 回数 | 放送日        | サブタイトル                    | 脚本       | 監督       |
| ---- | ------------- | ------------------------------- | ---------- | ---------- |
| 1    | 1972年 4月3日 | やってきました大次郎            | 桜井康裕   | 広瀬襄     |
| 2    | 4月10日       | 六人目をつかまえろ!             | 桜井康裕   | 広瀬襄     |
| 3    | 4月17日       | 友情のナムアミダブツ!           | 桜井康裕   | 岩城其美夫 |
| 4    | 4月24日       | オニのコーチはしごくのさ!       | 菅野昭彦   | 岩城其美夫 |
| 5    | 5月1日        | 学園祭でゴメンナサイ!           | 菅野昭彦   | 広瀬襄     |
| 6    | 5月8日        | 初恋なんかけっとばせ!           | 山根優一郎 | 広瀬襄     |
| 7    | 5月15日       | ケーキがむすんだあの子とあいつ! | 桜井康裕   | 水川淳三   |
| 8    | 5月22日       | あの人は行って行ってしまった!   | 加瀬高之   | 水川淳三   |
| 9    | 5月29日       | 番長トリデに殴り込め!           | 山根優一郎 | 広瀬襄     |
| 10   | 6月5日        | 友達よ死ぬんじゃない!           | 桂千穂     | 広瀬襄     |
| 11   | 6月12日       | 男の涙はなぜ熱い!               | 山根優一郎 | 今井雄五郎 |
| 12   | 6月19日       | 友情かついで越えて行け!         | 菅野昭彦   | 今井雄五郎 |
| 13   | 6月26日       | プレゼントはキッス!             | 桜井康裕   | 長谷和夫   |
| 14   | 7月3日        | 男の誓い命がけ!                 | 菅野昭彦   | 長谷和夫   |
| 15   | 7月10日       | 恋のためならそれでもいいさ!     | 桜井康裕   | 今井雄五郎 |
| 16   | 7月17日       | 泣くんじゃないよ、男なら!       | 菅野昭彦   | 今井雄五郎 |
| 17   | 7月24日       | 男十八、子供じゃないさ!         | 桂千穂     | 水川淳三   |
| 18   | 7月31日       | 若い涙はみな熱い!               |            | 水川淳三   |

## 前後番組
| フジテレビ系列 月曜20時台 | フジテレビ系列 月曜20時台             | フジテレビ系列 月曜20時台 |
| 前番組                    | 番組名                                | 次番組                    |
| ------------------------- | ------------------------------------- | ------------------------- |
| 世界びっくりスペシャル    | 青春をつっ走れ 【当番組よりドラマ枠】 | あしたに駈けろ!           |